# Advanced Systems Format
Advanced Streaming Format (o ASF, més tard anomenat Advanced Systems Format) és un contenidor multimèdia d'àudio i vídeo digital propietat de Microsoft, dissenyat especialment per a streaming.
El format no especifica com cal ser codificat el vídeo o àudio, en comptes d'això només especifica l'estructura del flux de video/audio. Això no vol dir que els arxius ASF puguin codificar-se amb pràcticament qualsevol codec d'audio/video sense que deixi de ser format ASF. Aquesta funció és similar a la portada a cap pels formats QuickTime, AVI o Ogg.
Els tipus d'arxiu més comuns contingus a un arxiu ASF són Windows Media Audio (WMA) i Windows Media Video (WMV).
Els arxius que contenen només audio WMA poden ser anomenats emprant l'extensió .wma, i els arxius que només porten vídeo acostumen a portar l'extensió .wmv. De tota manera, tos dos poden utilitzar l'extensió .asf si així es desitja.
Aquest format es confon sovint amb la implementació de Microsoft del format de video MPEG-4 (Windows Media Video), perquè la major part dels fluxos o arxius ASF es codifiquen usant aquest còdec.